# Dysgonia pudica
Dysgonia pudica  là một loài bướm đêm thuộc họ Erebidae. Nó được tìm thấy ở Châu Phi, bao gồm Ghana và Bờ Biển Ngà.

## Hình ảnh

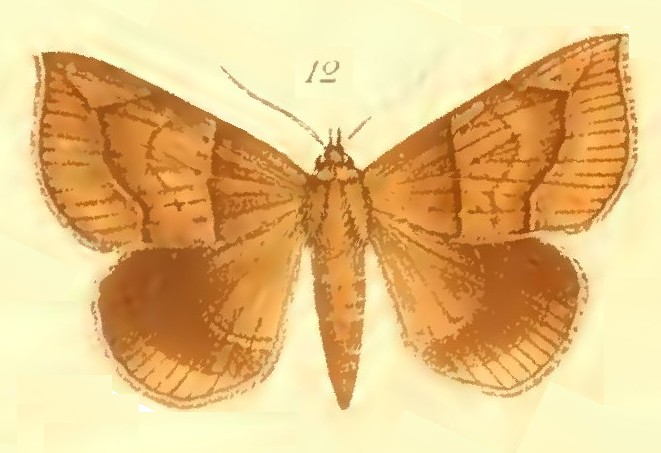